# قانون حمایت از محیط زیست و حفاظت تنوع زیستی (۱۹۹۹)
قانون حمایت از محیط زیست و حفاظت تنوع زیستی (انگلیسی: Environment Protection and Biodiversity Conservation Act 1999) اولین قانون پارلمان استرالیا است که چهارچوبی برای حفاظت از محیط زیست استرالیا از جمله تنوع زیستی، مکان‌های طبیعی و فرهنگی برجسته فراهم می‌کند.